# Meiling Melançon
Meiling Melançon, anche conosciuta come Mei Melançon (Manila, 3 marzo 1980), è un'attrice e modella filippina naturalizzata statunitense, di origini giapponesi, cinesi e francesi.

## Carriera
Mei Melancon è nata nelle Filippine, ma ha vissuto principalmente in Giappone. Sua madre è francese, mentre suo padre è nippo-cinese. Comincia ad interessarsi al mondo dello spettacolo già da bambina, facendo parte di una piccola band e lavorando in alcune produzione scolastiche.
Da adolescente si trasferisce insieme alla famiglia negli Stati Uniti, dove grazie ad un contratto con la Wilhelmina Models intraprende la carriera di modella, e lavora fra gli altri con l'azienda Oylster. Nel 2001 debutta in un ruolo nel film Double Take a cui segue Colpo grosso al drago rosso - Rush Hour 2 con Jackie Chan e Chris Tucker. Il suo primo ruolo importante però arriva nel 2006, quando interpreta il personaggio di Psylocke nel film X-Men - Conflitto finale.
Mei Melancon è anche apparsa in alcune serie televisive come CSI: Crime Scene Investigation e Deadwwod.

## Filmografia
- Double Take (2001)
- Colpo grosso al drago rosso - Rush Hour 2 (2001)
- X-Men - Conflitto finale (2006)
- Irreversi (2007)
- Loaded (2007)
- Pathology (2008)
- Fold (2008)
- The Truth About Angels (2009)
- Shrink (2009)

## Agenzie di moda
- Wilhelmina Models